# Momed Hagi
Mohmed António Hagy, noto più semplicemente come Hagi (Maputo, 29 maggio 1985), è un calciatore mozambicano, centrocampista della Liga Muçulmana de Maputo.

## Caratteristiche tecniche
È un centrocampista difensivo che può essere impiegato in diversi ruoli della difesa.

## Carriera
Con la Nazionale mozambicana ha preso parte alla Coppa d'Africa 2010.